# تفت (تشيشير)
تفت (بالإنجليزية: Toft, Cheshire)‏ هي قرية و أبرشية مدنية تقع في المملكة المتحدة في إنجلترا.  يقدر عدد سكانها بـ 81 نسمة .